# سفن الخط الفضي
سفن الخط الفضي (بالإنجليزية Silver Line Boats أو Silverline Boats) تم تشكيلها على يد جون بوكمان في عام 1959 في مورهيد، مينيسوتا[بحاجة لمصدر]، الولايات المتحدة. حيث قاموا ببيع زوارق بخارية متوسطة الحجم مصنوعة من الألياف الزجاجية. كما قاموا أيضًا ببناء وبيع المراكب الشراعية[بحاجة لمصدر] المصنوعة من الألياف الزجاجية[بحاجة لمصدر]. على مدار العشرين عامًا التالية، قامت الشركة ببناء آلاف القوارب وبيعها حول العالم.
في البداية كان يطلق عليها اسم Silver Line، ثم تم تغييره لاحقًا إلى Silverline. حاولت شركة Silver Line أيضًا تصنيع عربات الثلوج[بحاجة لمصدر]، لكن المبيعات لم تحقق نجاحًا كبيرًا. تم إغلاق المصنع في عام 1980 وانتقل الاسم منذ ذلك الحين إلى شركة قوارب جديدة، وهي شركة Internautic Marine Group.

## البداية
كان لجون بوكمان تاريخ يمتد لثماني سنوات في مجال صناعة القوارب. بدأ مع Larson  في أوائل الخمسينيات من القرن الماضي وانتقل إلى Inland Marine كمدير لقسم منتجات العلامات الخاصة قبل أن يحصل على فكرة بدء أعمال بناء القوارب الخاصة به. بحلول عام 1959، كان يبحث عن موقع ومستثمرين للحصول على الفكرة.
قامت شركة تنمية مورهيد الكبرى. تأسست المنظمة في يناير 1958 لجذب الأعمال والصناعة الخفيفة والوظائف التي خلقتها إلى مورهيد بولاية مينيسوتا[بحاجة لمصدر]. عندما علموا بخطط جون بوكمان لشركة بناء القوارب، أقنعوه أن مورهيد كان المكان المثالي. اتصلت شركة Greater Moorhead Development Corporation بالمستثمرين المحتملين وقدمت الأراضي والمباني للمصنع الجديد للتأجير. كما كان العديد من أعضاء شركة التطوير من أوائل المستثمرين.

## القوارب التي انتجتها
- دولفين 15 سنيور[بحاجة لمصدر]
- دولفين 17[6]